# Anthurium ionanthum
Anthurium ionanthum är en kallaväxtart som beskrevs av Thomas Bernard Croat. Anthurium ionanthum ingår i släktet Anthurium och familjen kallaväxter. Inga underarter finns listade.